# Улица Кренкеля (Москва)
У́лица Кре́нкеля — небольшая улица на севере Москвы в районе Лианозово Северо-Восточного административного округа, от улицы Молокова. Названа в 1938 году в честь Эрнста Теодоровича Кренкеля (1903—1971), участника первой в мире дрейфующей станции «Северный полюс-1» (1937—1938).
Улица Кренкеля находится в дачном посёлке имени Ларина, начинается от места соединения улиц Молокова и Зональной и проходит на юго-восток. Справа находится зелёный массив Лианозовского лесопарка.